# Aracely Arámbula
Pour les articles homonymes, voir Arámbula.
Aracely Arámbula Jaquez est une actrice, chanteuse et mannequin mexicaine née le 6 mars 1975 à Chihuahua dans l'État de Chihuahua au Mexique.

## Vie et carrière

### Jeunesse
Aracely Arámbula Jaquez est née à Chihuahua, au Mexique, le 6 mars 1975. À 13 ans, alors qu'elle fréquente l'école secondaire, elle commence sa carrière en participant à des concours de beauté. En 1996, Aracely remporte le concours El rostro organisé par le quotidien El Heraldo de México, qui lance sa carrière.

### Carrière d'actrice
Elle a commencé à jouer de petits rôles dans la trilogie des telenovelas Prisionera de Amor (1994), Acapulco, cuerpo y alma (1995) Y Canción de amor (1996). Au cours de sa troisième année d'études au Centro de Educación Artística de Télévisa, Aracely a eu l'occasion de jouer dans la telenovela Cañaveral de pasiones. En 1997, elle joue la version jeune du personnage de Veronica Castro dans Pueblo chico, infierno grande. Puis joue dans El alma no tiene color et Rencor apasionado, où elle joue son premier rôle antagoniste. Aracely Arambula a obtenu son premier rôle dans la telenovela pour adolescents Soñadoras (1998), puis a participé à Alma Rebelde (1999). Sa consécration comme tête d'affiche est venu avec Abrázame muy fuerte produit par Salvador Mejía, en 2000. Aracely a poursuivi son succès avec la dernière telenovela de son premier passage comme actrice de télévision: Las Vías del Amor (2002), où elle a aussi chanté la chanson du générique. Outre la musique et la télévision, Aracely est entrée dans le théâtre avec des productions telles que Muchachos de Nueva York, Coqueluche et Hermanos de sangre.
En 2008, Aracely fait une pause dans sa carrière d'actrice pour devenir présentatrice de l'émission de télévision Todo Bebé. En 2009, Aracely Arambula revient à la télévision à la star dans la version témoin de Corazón Salvaje, où elle a un double rôle. En 2010, Aracely Arambula débute comme la protagoniste de la pièce Perfume de Gardenia que beaucoup considéraient le spectacle rival d'aventurera.
En 2013, Aracely retourne à Telenovelas avec La patrona, produit par Telemundo et Argos, où elle partage les crédits avec Christian Bach et Jorge Luis Pila. En outre, elle chante deux chansons pour la telenovela. De plus, après le succès obtenu à La patrona, Telemundo l'a choisi comme la protagoniste dans un mélodrame adapté du roman classique de Victor Hugo, Les Misérables, qui est produit en 2014

### Carrière de musique
Elle a commencé dans la musique avec une participation comme chanteuse dans le cadre d'un hommage à Francisco Gabilondo Soler intitulé Ellas cantan Cri Cri. En 2001, Arámbula participe dans de la bande originale de Abrázame muy fuerte. En 2003, Aracely elle est nommée au Billboard Latin Music Awards dans les catégories de Best Album, Meilleur Duo et Meilleure musique régionale Mexicaine avec sa production Sólo Tuya (2003). Peu après, elle a publié l'album Studio Sexy, produit par le frère de Selena, A.B. Quintanilla. Arámbula écrit aussi des chansons et joue de la guitare. Arámbula a enregistré deux chansons pour La patrona. Ces chansons incluent La patrona [8] et Juntos tú y yo. Elle a aussi chanté la chanson du générique de Los misérables et en 2020, elle chante le générique avec Gloria Trevi de Soy tu obsesión pour la deuxième saison de la série à succès La Doña.

## Vie privée
De 2005 à début 2009, Aracely Arámbula est en couple avec le chanteur Luis Miguel, avec qui elle a deux fils Miguel Gallego Arámbula (né le 1er janvier 2007) et Daniel Gallego Arámbula (né le 18 décembre 2008).

## Filmographie
- 1994 : Prisionera de amor (Televisa)
- 1995 : Acapulco, cuerpo y alma (Televisa) : Amie de Aide
- 1996 : Cañaveral de pasiones (Televisa) : Leticia Cisneros
- 1997 : Pueblo chico, Infierno grande (Televisa) : Leonarda Ruán (jeune)
- 1997 : El alma no tiene color (Televisa) : Maiguálida Roldán
- 1998 : Rencor Apasionado (Televisa) : Mayté Monteverde
- 1998 - 1999 : Soñadoras  (Televisa) : Jaqueline de la Peña
- 1999 : Alma Rebelde (Televisa) : María Elena Hernández
- 2000 - 2001 : Abrázame muy fuerte (Televisa) : María Álvarez Hernández
- 2002 - 2003 : Las vías del amor (Televisa) : Perla Gutiérrez Vázquez
- 2009 - 2010 : Corazón salvaje (Televisa) : Regina Montes de Oca Ribera / Aimée Montes De Oca Ribera
- 2013 : La patrona (Telemundo) : Gabriela Suárez / Verónica Dantes
- 2014 - 2015 : Los miserables (Telemundo) : Lucía "Lucha" Durán
- 2016 - 2017 : La Doña (Telemundo) : Altagracia Sandoval
- 2018 : El Señor de los Cielos (Telemudo) : Altagracia Sandoval comme la Dõna (Invité spécial)
- 2020 : La Doña 2 (Telemundo) : Altagracia Sandoval
- 2022 : La madrastra (Las Estrellas): Marcia Cisneros
- 2022: La rebelión de las esposas[1]

## Théâtre
- 2010 - 2012 : Perfume de gardenia : Gardenia Peralta.
- 2015 : Por qué los hombres aman a las cabronas : Dulce.

## Nominations et récompenses

### Premios tu Mundo
- 2013 : Le Couple parfait avec "Jorge Luis Pila" (gagné)
- Protagoniste Favorite : (gagné)
- Novela de l'année : La patrona (gagné)
- 2015 : Le Couple parfait : avec "Erik Hayser" (nommée)
- Protagoniste favorite : (nommée)
- Novela de l'année : Los miserables (nommée)
- 2017 : Le couple Parfait : avec "David Chocarro" (gagné)
- Protagoniste Favorite : (gagné)
- Série Favorite (novela de l'année) : La Doña (gagné)

## Discographie

### Studio Albums
| Année | Albums                                                                                              | Positions       | Positions |
| Année | Albums                                                                                              | EEUU Latin (es) | MEX (es)  |
| ----- | --------------------------------------------------------------------------------------------------- | --------------- | --------- |
| 2002  | Solo tuya - Compagnie de disques : Disa Records - Lancement : 14 mai 2002 - Formats : CD            | 35              | 19        |
| 2005  | Sexy - Compagnie de disques : EMI Music - Lancement : 19 juillet 2005 - Formats: CD, Copy protected | 20              | —         |
| 2007  | Linea de oro - Compagnie de disques : Disa Records - Lancement : 10 juillet 2010 - format : CD      |                 |           |

### Autres albums
| Année | Albums                                               | Positions       | Positions |
| Année | Albums                                               | EEUU Latin (es) | MEX (es)  |
| ----- | ---------------------------------------------------- | --------------- | --------- |
| 2000  | Ellas cantan a Cri Cri - Lancement : 2000            | —               | —         |
| 2001  | Abrázame muy fuerte - Lancement : 2001 - Formats: CD | —               | —         |

### Singles
| Single                              | Année | Position   | Position | Album                  |
| Single                              | Année | EEUU Latin | MEX      | Album                  |
| ----------------------------------- | ----- | ---------- | -------- | ---------------------- |
| La maquinita                        |       | —          | —        | Ellas cantan a Cri Cri |
| Niña y mujer                        | 2001  | —          | —        | Abrázame muy fuerte    |
| "Miedo"                             | 2001  | —          | —        | Abrázame muy fuerte    |
| Bla, bla, bla                       | 2001  | —          | —        | Abrázame muy fuerte    |
| Te quiero más que ayer (con Palomo) | 2002  | 27         | 9        | Solo tuya              |
| "Ojalá"                             | 2002  | —          | —        | Solo tuya              |
| Sexy                                | 2005  | 23         | —        | Sexy                   |
| Bruja                               | 2005  | —          | —        | Sexy                   |
| Maldita soledad                     | 2005  | —          | —        | Sexy                   |
| Arriba (avec DJ Kane)               | 2001  | —          | —        | Colaboration           |

En septembre 2020, Aracely Arámbula sort un nouveau single intitulé Malanoticias.